# Slag bij Ramot in Gilead (853 v.Chr.)

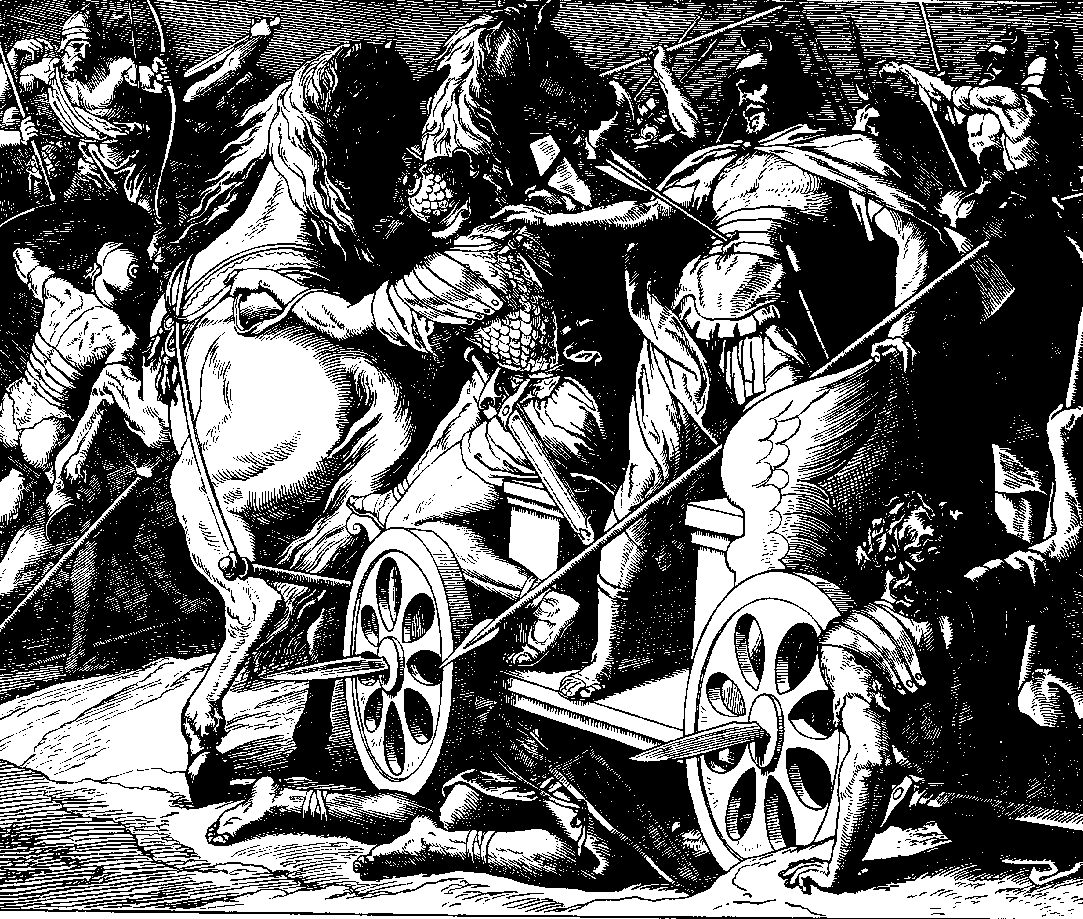
Dood van Achab in Die Bibel in Bildern

De Slag bij Ramot in Gilead was volgens 1 Koningen 22:29-37 en 2 Kronieken 18:28-34 in de Hebreeuwse Bijbel een slag tussen de koning van Aram en Achab en Josafat.
Er zijn geen buitenbijbelse vermeldingen van deze slag en ook archeologisch materiaal dat bevestigt dat deze ooit plaatsvond ontbreekt. Er is wel overtuigend bewijs dat Ramot-Gilead in 733 v.Chr. werd ingenomen door de Assyrische koning Tiglat-Pileser III.

## Verhaal
De Arameeërs hadden verschillende gebieden van het koninkrijk Israël veroverd en Achab wilde Ramot graag terugpakken. Koning Josafat was niet zo zeker van zijn zaak en vroeg of er een profeet was. Achab liet 400 profeten halen die allemaal hetzelfde zeiden: "U zult de Arameeërs verpletteren!" Maar nog was Josafat niet zeker. Hij vroeg: "Is er niet nog een profeet?" Achab zei dat er nog wel één was, Micha, maar dat deze alleen maar onheil profeteerde. Josafat zei: "Laat hem halen!" De profetie van Micha luidde dat Achab zijn onheil tegemoet zou gaan als hij ten strijde trok. Achab liet Micha in de gevangenis gooien.
Omdat Achab voorzichtig was geworden door de profetie van Micha, verwisselde hij zijn koninklijke gewaad voor andere kleding. Tegen Josafat zei hij, dat hij zijn koningskleren aan moest houden, zodat het leek dat het leger door hem aangevoerd werd. De koning van Aram had echter bevolen dat ze alleen de koning van Israël moesten doden. Op een gegeven moment werd Josafat omringd door strijdwagens, maar toen de soldaten zagen dat het Achab niet was, laten ze hem gaan. Dan spande een boogschutter zijn boog en zonder dat hij het doorhad schoot hij Achab neer. Omdat Achab bang was dat als hij het slagveld zou verlaten het leger zou vluchten, bleef hij de hele dag op zijn strijdwagen in het leger. Aan het eind van de dag stierf hij door bloedverlies.